# Oleg Ogorodov
Oleg Ogorodov (ur. 16 lipca 1972 w Taszkencie) – uzbecki tenisista, reprezentant w Pucharze Davisa, olimpijczyk z Atlanty (1996).

## Kariera tenisowa
Karierę tenisową Ogorodov rozpoczął w 1995 roku, a zakończył w 2005 roku. W grze pojedynczej wygrał 4 tytuły rangi ATP Challenger Tour.
W grze podwójnej wielokrotnie zwyciężał imprezach ATP Challenger Tour. We wrześniu 1999 roku wygrał zawody deblowe kategorii ATP World Tour w Taszkencie, w parze z Marcem Rossetem. Dodatkowo osiągnął w kwietniu 1997 roku finał w Ćennaju, wspólnie z Ejalem Ranem.
W 1996 zagrał w konkurencji gry pojedynczej na igrzyskach olimpijskich w Atlancie, dochodząc do 2 rundy, w której poniósł porażkę z MaliVaim Washingtonem.
Startując w igrzyskach azjatyckich wywalczył 4 brązowe medale, 1 w 1998 roku w Bangkoku (1998) i 3 w Pusanie (2002).
W latach 1994–2003 Ogorodov reprezentował Uzbekistan w Pucharze Davisa. Rozegrał łącznie przez ten okres 77 meczów, z których w 53 zwyciężył.
W rankingu singlowym Ogorodov najwyżej był na 101. miejscu (13 maja 1996), a w klasyfikacji deblowej na 102. pozycji (7 lipca 1997).

### Finały w turniejach ATP World Tour
| Nazwa                        |
| ---------------------------- |
| Wielki Szlem                 |
| Igrzyska olimpijskie         |
| ATP Tour World Championships |
| ATP Masters Series           |
| ATP Championship Series      |
| ATP World Series             |

#### Gra podwójna (1–1)
| Końcowy wynik | Nr | Data             | Turniej  | Nawierzchnia | Partner     | Przeciwnicy                  | Wynik finału   |
| ------------- | -- | ---------------- | -------- | ------------ | ----------- | ---------------------------- | -------------- |
| Finalista     | 1. | 13 kwietnia 1997 | Ćennaj   | Twarda       | Ejal Ran    | Mahesh Bhupathi Leander Paes | 6:7, 5:7       |
| Zwycięzca     | 1. | 19 września 1999 | Taszkent | Twarda       | Marc Rosset | Mark Keil Lorenzo Manta      | 6:7(4), 6:7(1) |